# Joss Christensen
Pour les articles homonymes, voir Christensen.
Joss Christensen, né le 20 décembre 1991 à Salt Lake City, est un skieur acrobatique américain spécialiste du slopestyle. Il devient le premier champion olympique de la spécialité aux Jeux olympiques d'hiver de 2014 en devançant ses compatriotes Gus Kenworthy et Nicholas Goepper avec un score de 95,80 points.

## Palmarès

### Jeux olympiques
- Jeux olympiques de 2014 à Sotchi,  Russie
  -  Médaille d'or en slopestyle

### Coupe du monde
- 1 podium